# British Academy Film Awards 1962
Die 15. Verleihung der British Academy Film Awards zeichnete die besten Filme von 1961 aus. Die Filmpreise wurden von der British Academy of Film and Television Arts (BAFTA) verliehen. 
| Film                     | N | A |
| ------------------------ | - | - |
| Bitterer Honig           | 6 | 4 |
| In den Wind gepfiffen    | 4 | 0 |
| Haie der Großstadt       | 3 | 2 |
| Urteil von Nürnberg      | 3 | 0 |
| Der endlose Horizont     | 3 | 0 |
| Die Ballade vom Soldaten | 2 | 1 |
| Let My People Go         | 2 | 1 |
| Der Teufelskreis         | 2 | 0 |
| Ein Fleck in der Sonne   | 2 | 0 |
| Liebenswerte Gegner      | 2 | 0 |
| Rocco und seine Brüder   | 2 | 0 |
| Schloß des Schreckens    | 2 | 0 |
| Sieben gegen die Hölle   | 2 | 0 |

## Preisträger und Nominierungen

### Bester Film
Die Ballade vom Soldaten (Ballada o soldatje) – Regie: Grigori Naumowitsch Tschuchrai

Haie der Großstadt (The Hustler) – Regie: Robert Rossen
Apus Weg ins Leben: Apus Welt (Apur Sansar) – Regie: Satyajit Ray
Bitterer Honig (A Taste of Honey) – Regie: Tony Richardson
Der endlose Horizont (The Sundowners) – Regie: Fred Zinnemann
Das Loch (Le Trou) – Regie: Jacques Becker
Rocco und seine Brüder (Rocco e i suoi fratelli) – Regie: Luchino Visconti
Schloß des Schreckens (The Innocents) – Regie: Jack Clayton
Sieben gegen die Hölle (The Long and the Short and the Tall) – Regie: Leslie Norman
Urteil von Nürnberg (Judgment at Nuremberg) – Regie: Stanley Kramer
In den Wind gepfiffen, auch: ...woher der Wind weht (Whistle Down the Wind) – Regie: Bryan Forbes

### Bester britischer Film
Bitterer Honig (A Taste of Honey) – Regie: Tony Richardson
Der endlose Horizont (The Sundowners) – Regie: Fred Zinnemann
Schloß des Schreckens (The Innocents) – Regie: Jack Clayton
Sieben gegen die Hölle (The Long and the Short and the Tall) – Regie: Leslie Norman
… woher der Wind weht (Whistle Down the Wind) – Regie: Bryan Forbes

### United Nations Award
Let My People Go – Regie: John Krish
Liebenswerte Gegner (The Best of Enemies) – Regie: Guy Hamilton
Spring über deinen Schatten (Take a Giant Step) – Regie: Philip Leacock

### Bester ausländischer Darsteller
Paul Newman – Haie der Großstadt (The Hustler) 
Montgomery Clift – Urteil von Nürnberg (Judgment at Nuremberg)
Wladimir Iwaschow – Die Ballade vom Soldaten (Ballada o soldatje)
Philippe Leroy – Das Loch (Le Trou)
Sidney Poitier – Ein Fleck in der Sonne (A Raisin in the Sun)
Maximilian Schell – Urteil von Nürnberg (Judgment at Nuremberg)
Alberto Sordi – Liebenswerte Gegner (The Best of Enemies)

### Beste ausländische Darstellerin
Sophia Loren – Und dennoch leben sie (Two Women) 
Annie Girardot – Rocco und seine Brüder (Rocco e i suoi fratelli)
Piper Laurie – Haie der Großstadt (The Hustler)
Claudia McNeil – Ein Fleck in der Sonne (A Raisin in the Sun)
Jean Seberg – Außer Atem (Breathless)

### Bester britischer Darsteller
Peter Finch – Und morgen alles (No Love for Johnnie) 
Dirk Bogarde – Der Teufelskreis (Victim)

### Beste britische Darstellerin
Dora Bryan – Bitterer Honig (A Taste of Honey) 
Deborah Kerr – Der endlose Horizont (The Sundowners)
Hayley Mills – … woher der Wind weht (Whistle Down the Wind)

### Bester/beste Nachwuchsdarsteller/-in
Rita Tushingham – Bitterer Honig (A Taste of Honey) 
Tony Hancock – Der Rebell (The Rebel)
Murray Melvin – Bitterer Honig (A Taste of Honey)

### Bestes britisches Drehbuch
Shelagh Delaney, Tony Richardson – Bitterer Honig (A Taste of Honey) 

Val Guest, Wolf Mankowitz – Der Tag, an dem die Erde Feuer fing (The Day the Earth Caught Fire) 
Carl Foreman – Die Kanonen von Navarone (The Guns of Navarone)
Janet Green, John McCormick – Der Teufelskreis (Victim)
Willis Hall, Keith Waterhouse – … woher der Wind weht (Whistle Down the Wind)
Ted Willis – Schwarze Fackel (Flame in the Streets)

### Bester Kurzfilm
Terminus – Regie: John Schlesinger
Eyes of a Child – Regie: Unbekannt
Let My People Go – Regie: John Krish

### Bester Dokumentarfilm
Pforten der Hölle (Les rendez-vous du diable) – Regie: Haroun Tazieff

### Bester Animationsfilm
101 Dalmatiner (One Hundred and One Dalmatians) – Regie: Clyde Geronimi, Hamilton Luske
Do It Yourself Cartoon Kit – Regie: Bob Godfrey
For Better, For Worse – Regie: John Halas, Peter Sachs